# Issaï Kouznetsov
Pour les articles homonymes, voir Kouznetsov.
Œuvres principales
En avant, les vaillants, en avant
Quinzième Printemps
Issaï Konstantinovitch Kouznetsov (en russe : Исай Константинович Кузнец́ов), né le 30 novembre 1916 à Pétrograd et mort le 28 juillet 2010 à Moscou, est un écrivain, dramaturge et scénariste soviétique, puis russe. Membre de l'Union des écrivains soviétiques (1957) et de l'Union cinématographique de l'URSS. La plupart de ses œuvres sont écrites en collaboration avec Avenir Zak (ru).

## Œuvres
Dramaturgie
- En avant, les vaillants, en avant (Вперёд, отважные! 1952)
- Conte des contes (Сказка о сказках, 1957)
- Le Neveu unique (Единственный племянник, 1962)
- Les Aventures de Vittorio (Приключения Витторио, 1968)
- Plexus solaire (Солнечное сплетение, 1968)
- Quinzième Printemps (Пятнадцатая весна, 1972)
- Два цвета (Пятнадцатая весна, 1976)

Scénarios
- 1959 : La Berceuse (Колыбельная) de Mikhaïl Kalik
- 1963 : L'été est parti (Пропало лето) de Rolan Bykov
- 1968 : Aimer (Любить…) de Mikhaïl Kalik et Inna Toumanian
- 1971 : Le Bien de la République (Достояние республики) de Vladimir Bytchkov (ru)
- 1973 : Moscou-Cassiopeiae (en) (Москва — Кассиопея) de Richard Viktorov[2]
- 1975 : Expédition disparue (ru) (Пропавшая экспедиция) de Veniamin Dorman
- 1976 : La Rivière d'or (ru) (Золотая речка) de Veniamin Dorman